# Pedro Elías Serrano Abadía
Pedro Elías Serrano Abadía (Buenaventura, Valle del Cauca; 1928 - Bogotá; 7 de noviembre de 1985) fue un abogado colombiano.
Murió siendo magistrado de la Corte Suprema de Justicia, el 7 de noviembre de 1985 durante la Toma del Palacio de Justicia perpetrada por la guerrilla Movimiento 19 de abril (M-19).

## Biografía
Egresado de la Universidad Nacional de Colombia. Fue uno de los fundadores de la Universidad Santiago de Cali. Se desempeñó como Juez Municipal, Fiscal y Magistrado interino de la Sala Penal del Tribunal Superior, hasta llegar a ocupar la Presidencia de la Corte Suprema de Justicia en 1981.

## Homenajes
El Palacio de Justicia de Cali Pedro Elías Serrano Abadía.
Uno de los principales Auditorios de la Universidad Santiago de Cali, de la cual fue fundador, lleva su nombre.